# Katharine Wright
Katharine Wright Haskell (19 de agosto de 1874 – 3 de marzo de 1929) fue la hermana menor de los pioneros de la aviación Wilbur y Orville Wright, con quienes trabajó estrechamente. Dirigió la tienda de bicicletas familiar, ayudó con las operaciones de vuelo, redacción, comunicaciones e iteró ideas con sus hermanos, fue maestra de secundaria y más tarde se convirtió en una celebridad internacional cuando  los tres juntos fueron a Europa a presentar sus innovaciones aéreas. Los franceses reconocieron sus contribuciones, otorgando la Legión de Honor francesa a los tres hermanos Wright. Wright también trabajó para apoyar los esfuerzos por el sufragio femenino en Ohio.

## Primeros años

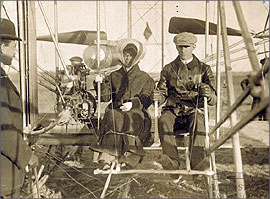
Katharine con su hermano Wilbur sentada en el Wright Model A Flyer con el otro hermano Orville de pie cerca, en 1909. Esta fue la primera vez que Katharine volaba.

Wright nació el 19 de agosto de 1874, exactamente tres años después de Orville Wright. Era la hija menor de los cinco hijos supervivientes de Milton Wright y Susan Koerner. Susan murió de tuberculosis en 1889 y como Wright era la única niña, la administración del hogar recayó en ella a la temprana edad de 15 años. Wright continuó con su educación y carrera mientras administraba la casa que compartía con su padre y cuatro hermanos mayores. Estaba especialmente cerca de Wilbur y Orville y les brindó apoyo moral y material mientras intentaban el vuelo humano.
Wright asistió a la Central High School en Dayton, Ohio y entró en el Oberlin College en 1893. Se graduó de Oberlin en 1898, una de las pocas universidades mixtas en los Estados Unidos en ese momento. Katharine se destacó en la mayoría de sus cursos de estudio, con la excepción de matemáticas. Se reunía con un tutor tres veces por semana y ese tutor, Henry Joseph Haskell, se convertiría más tarde en su marido. Katharine fue la única hija de Milton y Susan Wright que obtuvo una educación universitaria. Estudiaba para convertirse en maestra y, después de graduarse de Oberlin, ocupó un puesto como profesora de latín en el Steele High School en Dayton, Ohio. Para ayudar con las tareas del hogar, contrató a una criada, Carrie Kayler, que permaneció con la familia durante décadas.
Cuando Wilbur y Orville comenzaron a pasar tiempo fuera de casa en Kitty Hawk y más tarde en Europa y Washington D. C., Katharine les escribía constantemente, manteniéndolos al tanto del progreso de los negocios familiares, noticias personales y de la ciudad natal. A veces los regañaba cuando no enviaban correspondencia con regularidad y les advertía de las "distracciones" cuando estaban en Europa.[cita requerida]
En 1908, después de casi tres años de intentos, los hermanos convencieron al Cuerpo de Señales de los Estados Unidos para que les permitiera probar su Flyer para una posible venta al gobierno en Fort Myer, Virginia. Orville fue el piloto de las demostraciones. Después de una semana de vuelos exitosos y sin precedentes, el desastre se produjo el 17 de septiembre de 1908. Una hélice rota envió al avión fuera de control, matando al pasajero, el teniente del ejército Thomas Selfridge, e hiriendo gravemente a Orville, quien sufrió fracturas en las costillas y una pierna rota. Katharine fue inmediatamente a su cama en un Hospital del Ejército en el norte de Virginia, y rara vez salía de su habitación durante las siete semanas de recuperación de Orville. Había tomado una licencia de emergencia de su trabajo como maestra y nunca regresaría.

## Colaboración con los hermanos

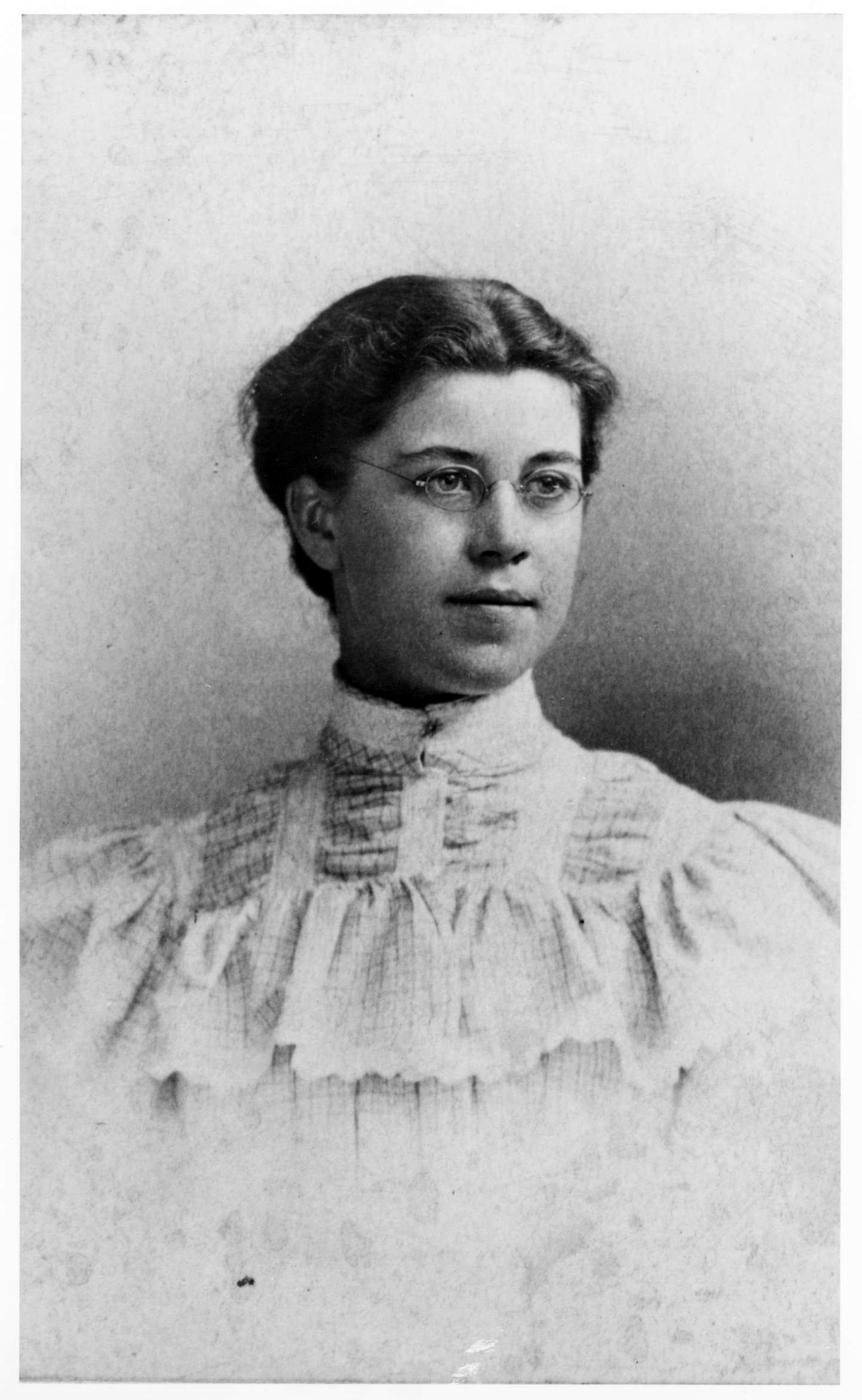
Retrato de Katharine Wright alrededor de los 16 años en 1890.

Durante la convalecencia de Orville, Katharine le escribió a Wilbur diciendo: "El hermano ha estado sufriendo tanto ... y estoy tan cansada cuando llega la mañana que no puedo sostener una estilográfica". Orville dijo más tarde que sin la ayuda de su hermana, habría muerto.[cita requerida]
Los hermanos Wright financiaron sus esfuerzos con las ganancias de su tienda de bicicletas, que Katharine ayudó a administrar cuando los hermanos pasaban los veranos en Kitty Hawk. Empacó suministros para los hermanos, manejó la correspondencia oficial, y ayudó a Wilbur y Orville a negociar una extensión de un año de su contrato con el Cuerpo de Señales de los Estados Unidos después del accidente de Orville en 1908. También aprendió francés para hablar con dignatarios europeos por sus hermanos durante sus viajes de exhibición financiados por Charles Ranlett Flint.

## Celebridad

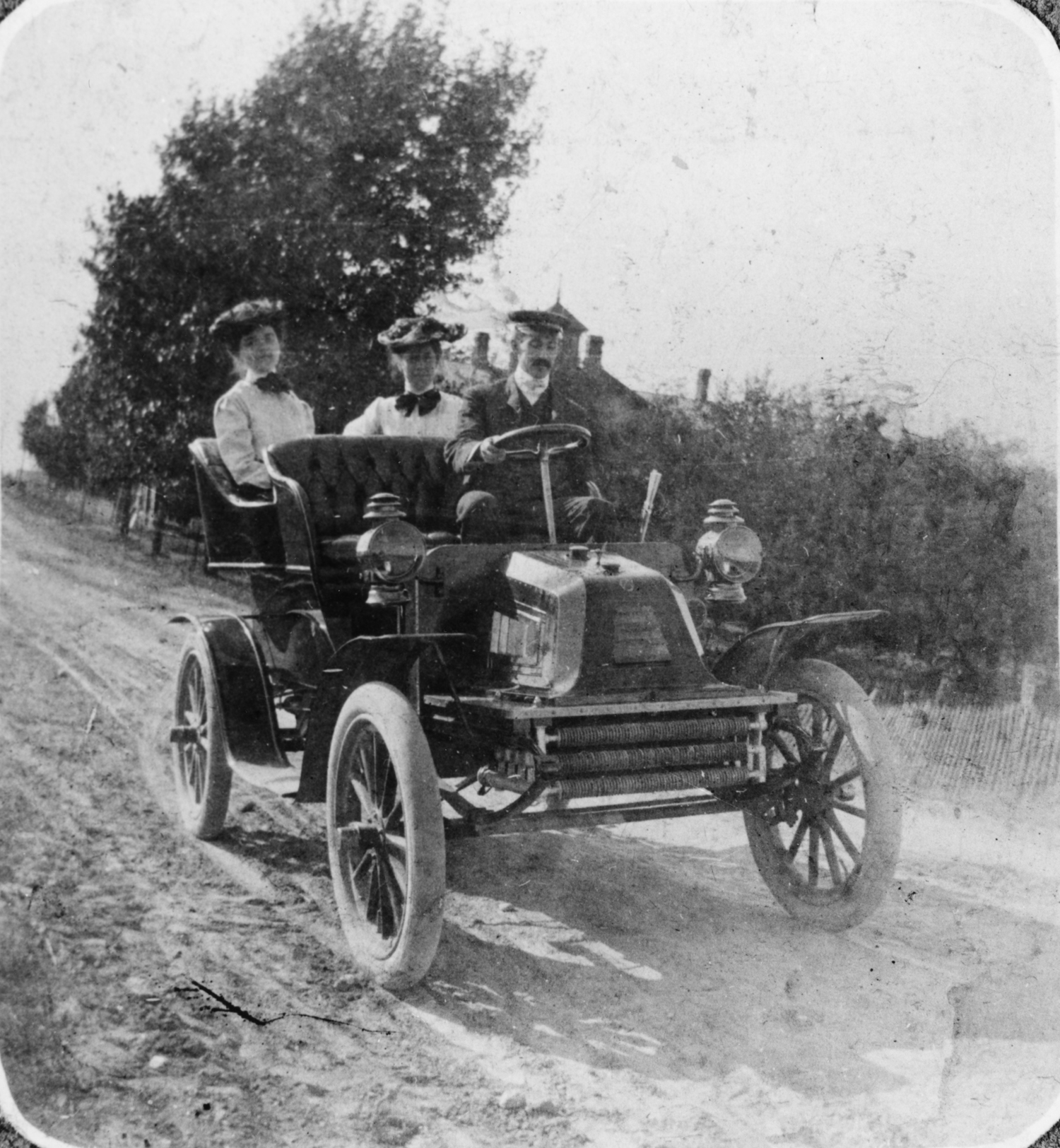
Orville Wright (conduciendo), Katharine Wright (centro) y la amiga de la familia Harriet Silliman en el automóvil "St. Louis" comprado por Charles Webbert a través de Wright Cycle Company en 1903.

Wilbur le pidió a Katharine que fuera a Francia con Orville, y en 1909 se reunieron con él en Pau. Rápidamente dominó la escena social, siendo mucho más extrovertida y encantadora que los notoriamente tímidos y serios hermanos. Katharine a menudo representaba a sus hermanos en público, incluso hablando con dignatarios como Alfonso XIII, rey de España, Georges Clémenceau, Alfred Harmsworth, primer vizconde de Northcliffe y el príncipe Federico Guillermo de Prusia. Los periódicos franceses estaban fascinados por la que consideraban el lado humano de los Wright. Fue galardonada, junto con Wilbur y Orville, con la Legión de Honor, lo que la convierte en una de las pocas mujeres estadounidenses en recibirla. Cuando regresaron a Dayton, los tres hermanos eran grandes celebridades, y Katharine asumió responsabilidades comerciales, convirtiéndose en oficial de la Wright Company en 1912 después de la muerte de Wilbur. La empresa fue vendida en 1915 por Orville.
Wright trabajó para organizar los esfuerzos del sufragio femenino en Ohio. En apoyo de una próxima votación de enmienda, organizó un desfile en Dayton el 24 de octubre de 1914, donde marcharon tanto su padre como su hermano, Orville.

## Su vida después de la venta de Wright Company
En 1917, su padre Milton murió tres años después de que él, Katharine, Orville, Charles y Carrie Kayler Grumbach se mudaran a Hawthorn Hill, una mansión recién construida en el suburbio de Oakwood en Dayton. Orville se volvió cada vez más dependiente de Katharine. Ella se ocupó de su agenda social, correspondencia y compromisos comerciales junto con su secretaria, Mabel Beck, y dirigió la casa como antes.
Wright fue miembro activa del consejo de administración del Oberlin College desde 1924 hasta su muerte en 1929. También participó en el movimiento por el sufragio femenino y fue una de las principales líderes en la organización de una marcha por Dayton con 1.300 simpatizantes, entre los que se encontraba su padre.

## Matrimonio, vida posterior y muerte
En la década de 1920, Katharine renovó la correspondencia con un antiguo compañero de escuela de sus días universitarios, editor asociado y miembro de la junta del Kansas City Star Henry Joseph Haskell. Haskell era un viudo que vivía en Kansas City, Misuri y comenzaron un romance a través de sus cartas. Katharine temía la reacción de Orville a su noviazgo con Haskell; después de varios intentos, Henry le dio la noticia a Orville. Orville estaba devastado y dejó de hablar con su hermana.
Katharine se casó con Henry el 20 de noviembre de 1926 en el Oberlin College. Orville se negó a asistir a la ceremonia. Katharine se mudó con su esposo a Kansas City, pero ella se entristeció por la ruptura de su relación con Orville.
Dos años después de su matrimonio, Katharine contrajo neumonía. Cuando Orville se enteró, todavía se negó a contactarla. Su hermano Lorin, que aprobó en gran medida el matrimonio de Katharine con Haskell, persuadió a Orville para que la visitara, y él estaba junto a su cama cuando murió, el 3 de marzo de 1929, a los 54 años.